# سنترویل (واشینگتن)
سنترویل (به انگلیسی: Centerville) یک منطقهٔ مسکونی در ایالات متحده آمریکا است که در شهرستان کلیکیتات، واشینگتن واقع شده‌است. سنترویل ۱۰٫۳ کیلومتر مربع مساحت و ۱۱۲ نفر جمعیت دارد و ۴۸۹ متر بالاتر از سطح دریا واقع شده‌است.